# サディア・カベヤ
サディア・カベヤ (Sadia Kabeya、2002年2月22日 - ) は、イングランドの女子ラグビーユニオン選手。

## プロフィール
- イングランド・ルイシャム出身[1]。
- ポジションはフランカー(FL)。
- 身長 170cm

## 略歴
2022年、ラグビーワールドカップ2021の女子イングランド代表に選ばれて、レッド・ローズ2大会連続準優勝に貢献。